# Nombre doble de Mersenne
En matemàtiques, un nombre doble de Mersenne és un nombre primer de Mersenne de la forma
{\displaystyle M_{M_{p}}=2^{2^{p}-1}-1}
on p és un nombre primer de Mersenne.

## El més petit nombre doble de Mersenne
La seqüència de nombres dobles de Mersenne comença
{\displaystyle M_{M_{2}}=M_{3}=7}
{\displaystyle M_{M_{3}}=M_{7}=127}
{\displaystyle M_{M_{5}}=M_{31}=2147483647}
{\displaystyle M_{M_{7}}=M_{127}=170141183460469231731687303715884105727} (successió A077586 a l'OEIS).

## Primers dobles de Mersenne
Un nombre doble de Mersenne que sigui primer és anomenat primer doble de Mersenne. Com que un nombre de Mersenne Mp és primer si i només si p és primer, (veure primer de Mersenne per una demostració), un nombre doble de Mersenne {\displaystyle M_{M_{p}}} és primer si i només si Mp és un primer de Mersenne. El primer valor de p pel qual Mp és primer són p = 2, 3, 5, 7, 13, 17, 19, 31, 61, 89, 107, 127. D'aquests, {\displaystyle M_{M_{p}}} és conegut per ser primer per p = 2, 3, 5, 7. Per p = 13, 17, 19, i 31, s'han trobat explícits factors demostrant que els nombres dobles de Mersenne corresponents no són primers. Així, el més petit candidat pel proper primer doble de Mersenne és {\displaystyle M_{M_{61}}}, o 22305843009213693951 − 1.
Essent aproximadament 1.695×10694127911065419641,
aquest nombre és massa gran per ser conegut test de primalitat. No hi ha cap factor primer sota de 4×1033. No hi ha probablement cap altre primer doble de Mersenne que els quatre coneguts.

## La conjectura del nombre Catalan–Mersenne
Escrit com a {\displaystyle M(p)} en comptes de {\displaystyle M_{p}}. Un cas especial de nombres dobles de Mersenne, anomenem la seqüència recursiva definida
2, M(2), M(M(2)), M(M(M(2))), M(M(M(M(2)))), ... (successió A007013 a l'OEIS)
és anomenat com nombres Catalan–Mersenne. Es diu que Catalan portà aquesta seqüència després del descobriment de la primalitat de M(127)=M(M(M(M(2)))) per Lucas el 1876. Catalan va conjecturar que ells, fins a un cert límit, són tots primers.

Tot i que els primers cinc termes (fins a {\displaystyle M(127)}) són primers, no hi ha mètode conegut per decidir si algun d'aquests nombre són primers (en un temps raonable) simpplament perquè els nombres en qüestió són massa grans, a menys que la primalitat de M(M(127)) sigui desaprovat.

## En la cultura popular
En la pel·lícula The Beast with a Billion Backs, el nombre doble de Mersenne {\displaystyle M_{M_{7}}} és vist breument en "una simple prova de la conjectura de Goldbach". A la pel·lícula, aquest nombre és conegut com un "primer martià".